# Santa Mônica
Santa Mônica is een gemeente in de Braziliaanse deelstaat Paraná. De gemeente telt 3.642 inwoners (schatting 2009).